# Heinrich von Karpfen
Heinrich von Karpfen, auch: Heinricus de Kalphin oder Hohenkarpfen oder Hohenkalpfen auch Henricus Augiensis, († 1234) war von 1206 bis 1234 Abt des Klosters Reichenau.
Heinrich von Hohenkarpfen stammte aus einem Adelsgeschlecht mit einem Burgsitz auf dem Karpfenberge in der Baar bei Tuttlingen, vermutlich abstammend von Herzog Eberhard im Bart. Er hatte einen Bruder Berthold von Fürstenstein, der sich nach einer dem Karpfen nahe gelegenen Burg nannte und später von Abt Heinrich als vasallus der Kirche von Reichenau bezeichnete. Nicht eindeutig belegt ist die Darstellung von Heinrich als Grafen von Calw.
Er gilt (vermutlich) als Henricus Augiensis auch als Verfasser der Vita Pirminii oder Vita S. Pirmini Augiensis metrica (Scripsit nonnulla Henricus, quibus nomen suum commendatum uoluit posteris, præsertim uitam s. Pirminii, episcopi Meldensis ac Augiensis primi fundatoris atque abbatis; Collect . Aug. IV . 31. Schönhuth Chr.).
„Abt Heinrich führte 1226 ein spitzovales Siegel von 65 mm Länge: Der Abt auf einem Stuhle sitzend, die Mitra auf dem Haupte, in der Rechten ein Buch und in der Linken den Stab haltend. Umschrift: + Henricus. Dei. Gracia. Augensis Abbas.“ Nicht eindeutig belegt ist die Darstellung von Heinrich als Grafen von Calw.